# Krwistoborowik wilczy
Krwistoborowik wilczy (Rubroboletus lupinus (Fr.) Costanzo, Gelardi, Simonini & Vizzini) – gatunek grzybów z rodziny borowikowatych (Boletaceae).

## Systematyka i nazewnictwo
Pozycja w klasyfikacji według Index Fungorum: Rubroboletus, Boletaceae, Boletales, Agaricomycetidae, Agaricomycetes, Agaricomycotina, Basidiomycota, Fungi.
Po raz pierwszy takson ten zdiagnozował w roku 1838 Elias Fries nadając mu nazwę Boletus lupinus. Obecną, uznaną przez Index Fungorum nazwę nadali mu w roku 2015 Costanzo, Gelardi, Simonini i Vizzini, przenosząc go do rodzaju Rubroboletus. To skutek prowadzonych w ostatnich latach badań filogenetycznych w obrębie rodzaju Boletus. Badania te istotnie zmieniły systematykę gatunków dawniej zaliczanych do rodzaju Boletus. W 2021 Komisja ds. Polskiego Nazewnictwa Grzybów Polskiego Towarzystwa Mykologicznego zarekomendowała używanie nazwy krwistoborowik wilczy.
Synonimy nazwy naukowej:
- Boletus lupinus Fr. 1838
- Boletus luridus var. lupinus (Fr.) E.-J. Gilbert 1886
- Dictyopus tuberosus var. lupinus (Fr.) Quél. 1886
- Suillellus lupinus (Fr.) Blanco-Dios 2015[3].

## Występowanie
Gatunek bardzo rzadki. Jego rozprzestrzenienie nie jest do końca poznane, spotykany we Francji, Włoszech, Czechach i na Słowacji. W Polsce nienotowany. Jest ciepłolubny, występuje w ciepłych, świetlistych lasach liściastych pod dębami i bukami. Jego trujące właściwości nie są do końca poznane.